# Royale Association marchiennoise des sports
 (octobre 2016).
Maillots
Dernière mise à jour : 29 juin 2011.
La Royale Association marchiennoise des sports est un club belge de football aujourd'hui disparu, localisé à Marchienne-au-Pont, à la périphérie ouest de Charleroi. Ce club joue en rouge et blanc.
Porteur du "matricule 278", ce club fondé en 1922 existe jusqu’en 2000, puis il fusionne avec le R. Olympic Club Charleroi (matricule 246) pour former le Royal Olympic Club de Charleroi-Marchienne.
Le matricule 278 évolue durant 49 saisons en séries nationales, dont 22 en Division 3.

## Repères historiques
- 1922 : 13/10/1922, fondation du Cercle des sports Marchienne-Monceau.
- 1923 : 14/03/1923, Cercle des sports Marchienne-Monceau s’affilie à l’URBSFA.
- 1926 : décembre 1926, Cercle des sports Marchienne-Monceau se voit attribuer le matricule 278.
- 1930 : 12/09/1930, Étoile sportive moncelloise s’affilie à l'URBSFA qui lui attribue le matricule 1670.
- 1931 : mai 1931, Cercle des sports Marchienne-Monceau accède pour la première fois de son histoire aux séries nationales. Le club y évolue durant 16 saisons consécutives, soit jusqu’en mai 1950.
- 1939 : Étoile sportive moncelloise arrête ses activités. Le club est démissionné de l'URBSFA, le 21/08/1939. Le matricule 1670 disparaît.

- 1940 : 25/09/1940, Cercle des sports Marchienne-Monceau (278) change son appellation en Association marchiennoise des sports (278). Cela à la suite de l’arrivée des membres de l’ancien matricule 1670 (voir ci-dessus). On parle de fusion non officielle puisque l’autre cercle n’existe officiellement plus.
- 1949 : 29/01/1949, Union polonaise Marchienne s’affilie à l’URBSFA qui lui attribue le matricule 5116.
- 1950 : 07/06/1950, annonce dans La Vie sportive[1] d’une fusion entre Association marchiennoise des sports (278) et Union polonaise Marchienne (5116) pour former Amicale marchiennoise des sports (278).
- 1950 : 09/08/1950, Association marchiennoise des sports (278) reprend son appellation et renonce à la fusion annoncée le 07/06/1950, car le Royal Olympic Club Charleroi (246) s’oppose à toute fusion de l’Union polonaise Marchienne (5116) tant que ce club n’a pas rempli toutes les obligations prévues dans une convention signée, avant la fusion annoncée, entre les matricules 246 et 5116.
- 1951 : 29/01/1951, Union polonaise Marchienne (5116) est radié des registres de l’URBSFA.
- 1951 : 24/04/1951, Association marchiennoise des sports (278) est reconnue Société Royale. Le club prend le nom de Royale Association marchiennoise des sports (278) à partir du 11/07/1951.
- 2000 : 01/07/2000, Association marchiennoise des sports (278) fusionne avec Royal Olympic Club de Charleroi (246) pour former Royal Olympic Club de Charleroi-Marchienne (246). Le matricule 278 disparaît.

## Le Club

### Club ouvrier
Comme toutes les localités ouvrières du bassin carolorégien, la commune de Marchienne-au-Pont connaît plusieurs équipes de football dès la première partie du XXe siècle. On perd la trace de plusieurs équipes ayant existé avant la Première Guerre mondiale. Peu après la fin du conflit, se forme un club qui est officiellement constitué en octobre 1922 sous l'appellation de Cercle des sports de Marchienne Monceau. Monceau-sur-Sambre est une petite localité voisine. L'extension urbaine qui suit fait que les zones construites se jouxtent et se confondent. Souvent abrégé CS Marchienne, dans les archives subsistantes, c'est sous son appellation complète que le club s'affilie à la fédération belge de football en mars 1923.
En décembre 1926, lors de la publication des premiers numéros de matricule, le CdS Marchienne Monceau reçoit le matricule 278. Cinq ans plus tard, alors que le club est dans sa neuvième année, il accède déjà aux séries nationales. Il évolue en Promotion (équivalent à la D3 actuelle) pendant dix-neuf ans pour un total de seize saisons.
Lors de la saison 1937-1938, le CdS Marchienne Monceau réalise un excellent championnat. Il doit se contenter de la deuxième place derrière un quasi intouchable R. Racing CB lequel redescend de Division 1 (actuelle D2) depuis la saison précédente.
Dans le courant de l'année 1939, un club de la localité de Monceau-sur-Sambre, l'Étoile moncelloise  arrête ses activités. Ce club qui porte le matricule 1670 est démissionné de l'URBSFA le 21 août 1939. Les anciens membres de l'E. moncelloise rejoignent le matricule 278 qui prend alors le nom de Association marchiennoise des sports à partir du 25 septembre 1940.
La guerre freine le développement sportif. Mais dans une localité étroitement surveillée par les Nazis car les ouvriers des multiples usines sont contraints de travailler pour l'occupant allemand, le matricule 278 apporte un peu d'air frais et de soulagement ludique. Si les compétitions 1939-1940 sont interrompues et que celles de l'année suivante se résument à des matches locaux et/ou régionaux, les championnats reprennent leurs droits à l'automne 1941. L'Assoc. marchiennoises des sp. réalise de bonnes prestations. Troisièmes en 1942, les "Rouges et Blancs" manquent de peu la montée au 2e étage de la pyramide du football belge en 1943. Ils terminent vice-champions à seulement trois points derrière le Stade nivellois. Lors de la troisième et dernière saison des Championnats de guerre, Marchienne se classe à une honorable 6e place.

### Recul, transhumances et reprise
Au sortir de la Seconde Guerre mondiale, le club qui comme la plupart de ses pairs à l'époque recrute au niveau local et régional connaît une période de recul. Les résultats sont moins brillants. En 1946-1947, Marchienne évite de justesse la descente en finissant 12e d'une série à 18 recomposée deux ans plus tôt et dont les six derniers classés sont relégués. Lors des deux saisons suivantes, l'équipe fait encore illusion en milieu de tableau mais en 1950, la sanction est inéluctable: descente en séries provinciales. L'{Association marchiennoise des sports met 10 ans  pour retrouver la nationale.
Alors que le club de football régresse dans la hiérarchie, la localité connaît un changement notable. À la suite du Protocole d'accord économique signé entre l'Italie et la Belgique, en juin 1946, des dizaines de milliers d'Italiens émigrent et viennent chercher si pas fortune, de quoi survivre dans les mines d'abord, puis les industries du bassin carolorégien. À l'instar d'autres communes des environs (Couillet, Marcinelle...), Marchienne-au-Pont devient le point de chute d'abord puis le nouveau pays de nombreux transalpins. D'autres nationalités sont aussi recensés, dont des ouvriers d'Europe de l'Est. Ces nouveaux venus, malgré les nombreuses difficultés rencontrées avec, un piètre confort de vie, l'éloignement de leur famille mais surtout le racisme et la méfiance des Belges (l'Italie "fasciste" de Mussolini avait été l'alliée l'Allemagne hitlérienne de 1940 à 1943), vont peu à peu s'intégrer dans la société belge et en rejoindre la vie associative. Ce flux migratoire apporte à la belge des personnes de qualité. Plus tard, deux sportifs de Marchienne-au-Pont seront de ceux-là et ils porteront le maillot de l'Association marchiennoise des sports : Dante et Toni Brogno.
Ainsi en 1949, voit le jour un club appelé Union polonaise Marchienne (fondée par des émigrés polonais). Affilié à l'URBSFA, ce club qui porte le "matricule 5116" envisage de fusionner avec l'Association marchiennoise des sports. Le journal officiel annonce même cette fusion du matricule 278 qui devient l'Amicale marchiennoise des sports. Mais à la suite d'une réclamation de l'Olympic de Charleroi, le projet capote. Les "Dogues" auraient signé une convention avec l'Union polonaise et celle-ci n'en aurait pas respecté tous les termes.
En 1959, le matricule 278 qui depuis janvier 1951 est devenu la Royale Association marchiennoise des sports revient en séries nationales.

### Double retour en D3
Le club séjourne quatorze saisons de suite en nationale. Souvent au centre du classement en Promotion, l'équipe progresse après le milieu de la décennie. Après une 3e place en 1966, la RA marchiennoise enlève le titre l'année suivante avec 7 points d'avance sur Bastogne et 8 sur Uccle Sport. Le matricule 278 retrouve le 3e niveau de la hiérarchie 27 ans après l'avoir quitté. Après une première saison encourageante, le club évite de peu la descente en 1969. L'année suivante, il termine ex-æquo à la 14e place avec le K. Kortrijk Sport. Un match d'appui est joué pour désigner le 2e descendant. A Alost, au terme d'une partie dirigée par Robert Schaut, Marchienne s'incline (2-1) et est relégué.
Le cercle joue trois ans en Promotion puis est contraint de glisser en Provinciale. Il ne s'agit cette fois que d'un aller/retour car le club remonte dès 1974. Avec un groupe compétitif, la RA marchiennoise s'installe dans la première partie du classement. Avec l'arrivée d'André Colasse au poste de joueur-entraîneur, le matricule s'améliore encore et en 1977, il conquiert le titre qui lui permet de remonter en Division 3.
Continuant de surfer sur la vague du succès, Marchienne réalise une excellente saison 1977-1978 et termine vice-champion derrière le K. RC Harelbeke. Comme il est de tradition à cette époque, les vice-champions des deux séries de D3 s'affrontent en test-match. La RA marchiennoise des sports s'impose (2-4) devant le KV Turnhout. Mais en cette fin de saison, aucune place supplémentaire ne se libère en Division 2. Le matricule 278 loupe donc encore le coche de très peu. La saison suivante, le cercle est calme avec une position au centre du tableau mais en 1980, après un exode de joueurs et des transferts manqués, la dernière place ponctue un championnat médiocre pendant lequel l'équipe ne totalise que 8 points en 30 matches (2 victoires et 4 partages). 
Après deux saisons en Promotion, Marchienne retourne en P1 hennuyère.

### Dernier sursaut et disparition
Dans les années qui suivent, la RA marchiennoise engrange quelques succès dans la formation des jeunes avec principalement l'éclosion d'un certain Dante Brogno. Mais le club doit attendre cependant 1987 pour revenir en séries nationales. Au terme de cinq saisons, il est de nouveau relégué, malgré l'encourageante 3eplace obtenue en 1990.
Deux ans après sa relégation, en vue de la saison 1994-1995, Marchienne remonte en Promotion et entame une période de six saisons, qui vont être les dernières de la vie du matricule 278.
En 1997, la RA marchiennoise loupe la montée vers un quatrième séjour Division 3. Elle termine vice-championne à bonne distance (19 points) derrière l'UR Namur descendant de D3 la saison précédente. C'est surtout lors du tour final que les Rouges et Blancs ratent le coche. Ils vont s'imposer dans le Limbourg à Herk Sport Hasselt (0-1) puis dominent un barragiste de D3, le K. Stade Leuven (3-1). En vue de la manche décisive, les Hennuyers sont confiants avant d'affronter le K. VO Aarschot qui n'a terminé que 8e de la Série B et qui n'est présent qu'en tant que vainqueur de la 1e tranche (soit à fin octobre 1996). Les Brabançons n'ont franchi les deux premiers tours qu'au terme de succès étriqués dont un après une séance de tirs au but contre le FC Eendracht Hekelgem. Au terme d'une finale à suspense, Aarschot surprend Marchienne (3-2). Le matricule 278 gagne le repêchage des battus contre Beringen (2-3). Un succès conquis pour la gloire et les "statistiques" car il n'y a finalement pas de place montante supplémentaire.
Le club décroche encore sa place au tour final l'année suivante. Mais l'aventure s'arrête sèchement (3-0) dès le premier tour lors d'un déplacement à l'AFC Tubize (qui, pour information, avait été relégué de D3 la saison précédente).
Le club assure une moyenne 7e place en 1999. Mais la direction paraît lassée et convaincue que les effets du récent Arrêt Bosman vont encore se durcir et obliger les clubs à s'unir s'il veulent encore progresser. Après quelques réunions, un accord est conclu avec le R. Olympic Charleroi, qui est à la recherche d'argent frais et de forces vives. Ainsi se forme le Royal Olympic Club de Charleroi-Marchienne ou ROCCM sous le matricule 246. Cette nouvelle entité regroupe les nombreuses équipes de jeunes des deux cercles. Un effort est fait pour conserver le maximum d'enfants.
Le ROCCM récupère les installations de la désormais ancienne RA marchiennoise des sports. C'est sur ce site que pourrait voir le jour le "nouveau stade" de Charleroi. C'est du moins ce que mentionne, le projet établit à l'occasion de la candidature belgo-hollandaise pour organiser la Coupe du monde 2018, finalement attribuée à la Russie.
En juin 2000, le matricule 278 disparaît des registres après 78 ans d'une histoire riche et variée.

## Palmarès
- Vice-champion de Promotion (III): 1938 et 1943.
- Vice-champion de Division 3 (III): 1978.
- Champion de Promotion (IV): 1967 et 1977.
- Vice-champion de Promotion (IV): 1997.

## Personnalités
Quelques anciens joueurs de la RA marchiennoise des sports:
- Didier Boulet, ancien attaquant, qui joua ensuite au Sporting de Charleroi.
- Dante Brogno, ancien attaquant, figure emblématique du football carolorégien et principalement du Sporting de Charleroi. Il commença sa carrière d'entraîneur avec les équipes de jeunes de la R. Association marchiennoise des sports. Son fils, Loris Brogno fit aussi ses premières classes au sein du matricule 278.
- Toni Brogno, ancien attaquant, frère de Dante fit ses premières classes au sein du matricule 278, puis évolua e.a. à l'Olympic, Westerlo et Sedan.
- André Colasse, ancien médian et entraîneur, il joua au Sporting de Charleroi, à R. SC Anderkecht et à Mons. Il commença sa carrière d'entraîneur avec le matricule 278, puis dirigea La Louvière (2x), l'Union SG, le Sporting de Charleroi qu'il ramène en D1, Mons, l'Olympic.
- Christophe Dessy, termina sa carrière de joueur à Marchienne avant de se tourner vers la formation, il fut Directeur du centre de formation de l'AS Nancy-Lorraine, de celui du Standard de Liège et de  celui de l'AEC Mons. En 2009, il entraîna le FC Brussels.
- Thierry Hazard, il doit aussi sa notoriété au fait d'être le papa d'Eden (et de Thorgan et de Kylian).
- Joseph "Giuseppe" Varrichio, ancien attaquant, qui joua ensuite au Sporting de Charleroi, au RWDM, à Mons, à l'Olympic...

## Classements en séries nationales
- Statistiques clôturées - Club disparu

### Bilan
| Niv | Divisions    | Jouées | Titres | TM Up | TM Down |
| --- | ------------ | ------ | ------ | ----- | ------- |
| I   | 1e nationale | 0      | 0      |       |         |
| II  | 2e nationale | 0      | 0      |       |         |
| III | 3e nationale | 22     | 0      |       | 1       |
| IV  | 4e nationale | 27     | 2      | 2     |         |
|     |              |        |        |       |         |
|     | Totaux       | 49     | 2      | 2     | 1       |

- TM Up= test-match pour départager des égalités, ou toutes formes de Barrages ou de Tour final pour une montée éventuelle.
- TM Down= test-match pour départager des égalités, ou toutes formes de Barrages ou de Tour final pour le maintien.

### Saisons
| Ordre | Saison    | Nom du club                                      | Niveau                     | Classement final | Remarques                 |
| ----- | --------- | ------------------------------------------------ | -------------------------- | ---------------- | ------------------------- |
| 1     | 1931-32   | CdS Marchienne Monceau                           | Promotion (D3) série C     | 12e/14           |                           |
| 2     | 1932-33   | CdS Marchienne Monceau                           | Promotion (D3) série C     | 4e/14            |                           |
| 3     | 1933-34   | CdS Marchienne Monceau                           | Promotion (D3) série C     | 4e/14            |                           |
| 4     | 1934-35   | CdS Marchienne Monceau                           | Promotion (D3) série C     | 8e/14            |                           |
| 5     | 1935-36   | CdS Marchienne Monceau                           | Promotion (D3) série C     | 7e/14            |                           |
| 6     | 1936-37   | CdS Marchienne Monceau                           | Promotion (D3) série A     | 10e/14           |                           |
| 7     | 1937-38   | CdS Marchienne Monceau                           | Promotion (D3) série C     | 2e/14            |                           |
| 8     | 1938-39   | CdS Marchienne Monceau                           | Promotion (D3) série B     | 5e/14            |                           |
|       | 1939-1940 | Compétitions interrompues                        |                            |                  |                           |
|       | 1940-1941 | Compétitions régionales                          |                            |                  |                           |
| 9     | 1941-42   | Assoc. marchiennoise des sp.                     | Promotion (D3) série C     | 3e/13            |                           |
| 10    | 1942-43   | Assoc. marchiennoise des sp.                     | Promotion (D3) série C     | 2e/13            |                           |
| 11    | 1943-44   | Assoc. marchiennoise des sp.                     | Promotion (D3) série C     | 6e/14            |                           |
|       | 1944-1945 | Compétitions interrompues                        |                            |                  |                           |
| 12    | 1945-46   | Assoc. marchiennoise des sp.                     | Promotion (D3) série C     | 12e/18           |                           |
| 13    | 1946-47   | Assoc. marchiennoise des sp.                     | Promotion (D3) série B     | 12e/18           |                           |
| 14    | 1947-48   | Assoc. marchiennoise des sp.                     | Promotion (D3) série C     | 11e/16           |                           |
| 15    | 1948-49   | Assoc. marchiennoise des sp.                     | Promotion (D3) série A     | 10e/16           |                           |
| 16    | 1949-50   | Assoc. marchiennoise des sp.                     | Promotion (D3) série A     | 15e/16           | Relégué !                 |
|       |           |                                                  |                            |                  | Compétitions provinciales |
| 17    | 1959-60   | R. Assoc. marchiennoise des sp.                  | Promotion série A          | 3e/16            |                           |
| 18    | 1960-61   | R. Assoc. marchiennoise des sp.                  | Promotion série B          | 11e/16           |                           |
| 19    | 1961-62   | R. Assoc. marchiennoise des sp.                  | Promotion série B          | 6e/16            |                           |
| 20    | 1962-63   | R. Assoc. marchiennoise des sp.                  | Promotion série D          | 9e/16            |                           |
| 21    | 1963-64   | R. Assoc. marchiennoise des sp.                  | Promotion série B          | 8e/16            |                           |
| 22    | 1964-65   | R. Assoc. marchiennoise des sp.                  | Promotion série D          | 5e/16            |                           |
| 23    | 1965-66   | R. Assoc. marchiennoise des sp.                  | Promotion série A          | 3e/16            |                           |
| 24    | 1966-67   | R. Assoc. marchiennoise des sp.                  | Promotion série D          | Champion         | Promu !                   |
| 25    | 1967-68   | R. Assoc. marchiennoise des sp.                  | Division 3 série B         | 8e/16            |                           |
| 26    | 1968-69   | R. Assoc. marchiennoise des sp.                  | Division 3 série B         | 14e/16           |                           |
| 27    | 1969-70   | R. Assoc. marchiennoise des sp.                  | Division 3 série B         | 14e/16           | Test-match !              |
| 28    | 1970-71   | R. Assoc. marchiennoise des sp.                  | Promotion série A          | 12e/16           |                           |
| 29    | 1971-72   | R. Assoc. marchiennoise des sp.                  | Promotion série A          | 12e/16           |                           |
| 30    | 1972-73   | R. Assoc. marchiennoise des sp.                  | Promotion série D          | 15e/16           | Relégué !                 |
|       |           |                                                  |                            |                  | Compétitions provinciales |
| 31    | 1974-75   | R. Assoc. marchiennoise des sp.                  | Promotion série D          | 4e/16            |                           |
| 32    | 1975-76   | R. Assoc. marchiennoise des sp.                  | Promotion série D          | 5e/16            |                           |
| 33    | 1976-77   | R. Assoc. marchiennoise des sp.                  | Promotion série D          | Champion         | Promu !                   |
| 34    | 1977-78   | R. Assoc. marchiennoise des sp.                  | Division 3 série B         | 2e/16            |                           |
| 35    | 1978-79   | R. Assoc. marchiennoise des sp.                  | Division 3 série A         | 10e/16           |                           |
| 36    | 1979-80   | R. Assoc. marchiennoise des sp.                  | Division 3 série A         | 16e/16           | Relégué !                 |
| 37    | 1980-81   | R. Assoc. marchiennoise des sp.                  | Promotion série C          | 6e/16            |                           |
| 38    | 1981-82   | R. Assoc. marchiennoise des sp.                  | Promotion série A          | 14e/16           | Relégué !                 |
|       |           |                                                  |                            |                  | Compétitions provinciales |
| 39    | 1987-88   | R. Assoc. marchiennoise des sp.                  | Promotion série A          | 12e/16           |                           |
| 40    | 1988-89   | R. Assoc. marchiennoise des sp.                  | Promotion série D          | 4e/16            |                           |
| 41    | 1989-90   | R. Assoc. marchiennoise des sp.                  | Promotion série D          | 3e/16            |                           |
| 42    | 1990-91   | R. Assoc. marchiennoise des sp.                  | Promotion série C          | 9e/16            |                           |
| 43    | 1991-92   | R. Assoc. marchiennoise des sp.                  | Promotion série D          | 16e/16           | Relégué !                 |
|       |           |                                                  |                            |                  | Compétitions provinciales |
| 44    | 1994-95   | R. Assoc. marchiennoise des sp.                  | Promotion série D          | 5e/16            |                           |
| 45    | 1995-96   | R. Assoc. marchiennoise des sp.                  | Promotion série D          | 7e/16            |                           |
| 46    | 1996-97   | R. Assoc. marchiennoise des sp.                  | Promotion série D          | 2e/16            | Tour final !              |
| 47    | 1997-98   | R. Assoc. marchiennoise des sp.                  | Promotion série D          | 3e/16            | Tour final !              |
| 48    | 1998-99   | R. Assoc. marchiennoise des sp.                  | Promotion série D          | 7e/16            |                           |
| 49    | 99-2000   | R. Assoc. marchiennoise des sp.                  | Promotion série D          | 14e/16           | Relégué !                 |
|       | 2000      | Fusion avec Olympic de Charleroi (matricule 246) | Le matricule 278 disparaît |                  |                           |